# Yé sanglé
 (minuscule : ) appelé yé sanglé, est une lettre additionnelle de l'alphabet cyrillique qui a été utilisée dans l’alphabet bachkir de Mstislav Alenksandrovitch Koulayev (ru) de 1912.

## Représentation informatique
Cette lettre ne possède les représentations Unicode suivantes :
| formes    | représentations | chaînes de caractères | points de code | descriptions                                                  |
| --------- | --------------- | --------------------- | -------------- | ------------------------------------------------------------- |
| capitale  |                 | —                     | —              | lettre majuscule cyrillique yé sanglé inversé                 |
| minuscule |                 | —                     | —              | lettre minuscule cyrillique petite capitale yé sanglé inversé |

## Sources
- (ru) М.А. Кулаев, Основы звуко-произношения и азбука для башкир, Казань,‎ 1912
- (ru) М.А. Кулаев, « о звуках и алфавите башкирского языка » (texte de 1912), Педагогический журнал Башкортостана, vol. 2, no 27,‎ 2010 (lire en ligne)
- (ba) Ҡ. З. Әхмәров, Башҡорт яҙыуы тарихынан (2 1500 экз ed.), Китап,‎ 2012 (ISBN 978-5-295-05619-2, lire en ligne)